# Jacques Peten
Jacques Auguste Peten (né à Anvers le 8 décembre 1912 et mort en 1995) est un joueur de tennis et un skieur alpin belge.

## Biographie
Ses parents sont Raymond Francois Eligius Marie Peten et Hortense Fabri son épouse Catherine Margaret Staub

## Carrière
Classé de longues années no 2 de Belgique derrière Philippe Washer, inaccessible, il réussit toutefois à être champion de Belgique 1950 en profitant de son absence. Champion de Belgique en double messieurs en 1946 avec Jack Van den Eynde.
Il participe en 1936 aux Jeux olympiques d'hiver dans l'épreuve de ski alpin à Garmisch-Partenkirchen en Allemagne.
1/16 de finale en 1946, 1947, 1949 à Wimbledon. Il y joue de 1946 à 1954.
1/8 de finale à Roland-Garros en 1947, il est battu par le tenant du titre Marcel Bernard 6-3, 6-2, 6-3. Il y joue de 1947 à 1953.
Il joue à l'US Open une fois en 1947 et atteint les 1/32 de finale.
Il n'a jamais joué à l'open d'Australie.
Il joue 7 rencontres en Coupe Davis de 1946 à 1951. 4 victoires pour 8 défaites en simple et une défaite en double.
Classé 6e joueur en France où il habite pendant la guerre.